# Ignacy
Ignacyⓘ – imię męskie o niepewnej do końca etymologii. Według najbardziej rozpowszechnionej teorii wywodzi się je od łacińskiego wyrazu ignis, oznaczającego „ogień”. Zachodzi jednak również podobieństwo między tym imieniem, a nazwą łacińskiego rodu Egnacjuszów (Egnatii). Istnieją też hipotezy o etruskim pochodzeniu Ignacego.
Za polskie tłumaczenie tego imienia uważano Żegotę, ale z uwagi na wcześniejsze poświadczenie Żegoty niż Ignacego, należy uznać je za dwa odrębne imiona stanowiące swoje odpowiedniki znaczeniowe (jeśli hipoteza łącząca imię Ignacy z wyrazem ignis jest prawdziwa). Natomiast za bułgarski odpowiednik znaczeniowy może uchodzić współczesne bułgarskie imię Płamen.
W Polsce imię to jest po raz pierwszy poświadczone w XIV wieku, ale najpierw większą popularność zyskało na Rusi i wśród ludności prawosławnej, a w Polsce dopiero z przybyciem jezuitów, czczących swojego założyciela, Ignacego Loyolę. Wśród imion nadawanych nowo narodzonym dzieciom, Ignacy w 2017 r. zajmował 27. miejsce w grupie imion męskich.
Ignacy imieniny obchodzi: 3 lutego, 11 maja, 28 maja, 15 lipca, 21 lipca, 31 lipca, 22 września, 17 października (wspomnienie Ignacego Antiocheńskiego, dawniej 1 lutego) i 23 października.
Żeński odpowiednik: Ignacja

## Odpowiedniki w innych językach
- angielski: Ignatius
- czeski: Ignác
- esperanto: Ignaco[2]
- francuski: Ignace
- hiszpański: Ignacio
- litewski: Ignas
- niderlandzki: Ignatius
- niemiecki: Ignatius, Ignatz, Ignaz
- portugalski: Inácio
- rosyjski: Игнатий
- słowacki: Ignác
- słoweński: Ignacij
- ukraiński: Гнат, Ігнатій
- węgierski: Ignác
- włoski: Ignazio

## Znane osoby noszące imię Ignacy
Święci i błogosławieni:
- Ignacy Antiocheński
- Ignacy Loyola – jego pierwszym imieniem był Iñigo, średniowieczna hiszpańska forma imienia Eneko, prawdopodobnie starobaskijskiego; imię to św. Ignacy zmienił na Ignacego ku czci Ignacego Antiocheńskiego, słynnego pisarza i męczennika z II w.
- Ignacy Kim Che-jun – męczennik koreański
- Ignacy Kłopotowski – ksiądz, założyciel Zgromadzenia Sióstr Matki Bożej Loretańskiej, błogosławiony katolicki.

Patriarchowie i duchowni:
- Ignacy – patriarcha Moskwy i Wszechrusi w latach 1605–1606
- Ignacy Mojżesz I Daoud – syryjskokatolicki patriarcha Antiochii, prefekt watykańskiej Kongregacji Kościołów Wschodnich, kardynał
- syryjskoprawosławni patriarchowie Antiochii:
  - Ignacy Abd-Allah I
  - Ignacy Abd Allah II
  - Ignacy Abdul Masih I
  - Ignacy Abdul Masih II
  - Ignacy Afram I Barsoum
  - Ignacy Benam al-Hadli
  - Ignacy Dawid I
  - Ignacy Dawid II Szah
  - Ignacy Eliasz II
  - Ignacy Eliasz III
  - Ignacy Hadayat Allah
  - Ignacy Izaak Azar
  - Ignacy Jakub I
  - Ignacy Jakub II
  - Ignacy Jakub III
  - Ignacy Jan XIII
  - Ignacy Jeszu I
  - Ignacy Jeszu II Qamsheh
  - Ignacy Jerzy II
  - Ignacy Jerzy III
  - Ignacy Jerzy IV
  - Ignacy Jerzy V
  - Ignacy Junan
  - Ignacy Kalaf
  - Ignacy Mateusz
  - Ignacy Nemet Allah I
  - Ignacy Nuh z Libanu
  - Ignacy Piłat I
  - Ignacy Piotr IV
  - Ignacy Shukr Allah II
  - Ignacy Szymon I
  - Ignacy Zakka I Iwas

## Pozostałe osoby
- Ignacy Abłamowicz – profesor na uniwersytecie w Wilnie
- Ignacy Adamczewski – polski fizyk, profesor
- Ignacy Auconi – generał pallotynów w latach 1862–1869
- Ignacy Baranowski – historyk polski, bibliotekoznawca
- Ignacy Bator – lotnik 301 Dywizjonu Bombowego, uczestnik powstania warszawskiego
- Ignác Batthyány – biskup w Gyulafehérvárze (obecnie Alba Iulia w Rumunii)
- Ignacy Blumer – generał brygady wojsk Królestwa Kongresowego
- Ignacy Błażejowski – piosenkarz
- Ignacy Boerner – inżynier, działacz PPS, bliski współpracownik Józefa Piłsudskiego
- Ignacy Bohusz – sekretarz Generalności konfederacji barskiej
- Ignatz Bubis – przewodniczący Centralnej Rady Żydów w Niemczech
- Ignacy Chmieleński – szef Rządu Narodowego w czasie powstania styczniowego.
- Ignacy Chodźkiewicz – awanturnik, szuler, wojskowy i szpieg, jeden z najbardziej znanych polskich karciarzy przełomu XVIII i XIX wieku
- Ignacy Chodźko – polski powieściopisarz, napisał m.in. serię Obrazy Litewskie
- Ignacy Chrzanowski – polski historyk literatury
- Ignacy Cieślak – ksiądz pallotyn, wieloletni misjonarz w Afryce
- Ignacy Czuma – polityk i prawnik
- Ignacy Daszyński – polityk
- Ignacy Dąbrowski – powieściopisarz polski i nowelista
- Ignacy Dec – biskup
- Ignacy Dembny – polski wojskowy
- Ignacy Dobiasz – salezjanin, Sługa Boży Kościoła katolickiego
- Ignacy Dobrzyński – polski pianista i kompozytor
- Ignacy Domeyko – geolog
- Ignacy Drexler – polski urbanista
- Ignacy Jan Drygas – powstaniec styczniowy, autor pamiętnika
- Ignacy Dworczaninf – białoruski działacz narodowy, pisarz i tłumacz, poseł na sejm II RP
- Ignacy Józef Działyński – działacz patriotyczny, generał
- Ignacy Ereński – wokalista zespołu Verba
- Ignacy Falk – polityk Bundu
- Ignacy Fik – poeta, publicysta, krytyk literacki
- Ignacy Filipecki – duchowny katolicki
- Ignacy Forycki – pallotyn
- Ignacy Friedman – polski pianista, kompozytor i pedagog
- Ignacy Gazurek – oficer wojsk powietrznodesantowych podczas II wojny światowej
- Ignacy Giełgud – strażnik wielki litewski w latach 1789–1793
- Ignacy Gierdziejewski – rysownik i malarz
- Ignacy Gogolewski – aktor
- Ignacy Grabowski – pisarz polski
- Ignacy Grabowski – profesor prawa kanonicznego na Uniwersytecie Warszawskim
- Ignatz Grünfeld – architekt, mistrz i przedsiębiorca budowlany
- Ignacy Hanusz – architekt, projektant terenów zielonych
- Ignacy Hołowiński – polski pisarz i tłumacz
- Ignacy Hryniewiecki – polski rewolucjonista, zabójca cara Aleksandra II
- Ignacy Humnicki – polski dramatopisarz
- Ignacy Iwicki – pedagog i tłumacz
- Ignacy Jasiński – rolnik, działacz społeczny
- Ignacy Jasiński – malarz, powstaniec styczniowy, zesłaniec
- Ignacy Jeż – polski biskup
- Ignacy Karp – uczestnik powstania kościuszkowskiego
- Ignacij Klemenčič – słoweński fizyk
- Ignacy Marceli Komorowski – polski kompozytor
- Ignacy Kowalczewski – polski wojskowy
- Ignacy Kozielewski – współtwórca harcerstwa polskiego, pedagog
- Ignacy Krasicki – poeta, dramaturg i publicysta
- Ignacy Marceli Kruszewski – polski generał
- Ignacy Krzyżanowski – polski pianista i kompozytor
- Ignacy Kwarta - lekarz, komunista.
- Ignacy Hilary Ledóchowski – generał brygady
- Ignacy Kazimierz Ledóchowski – wnuk Ignacego Hilarego Ledóchowskiego, generał Wojska Polskiego
- Ignacy Leszczyński – właściciel majątku ziemskiego Belno; założyciel cukrowni w Belnie
- Ignacy Liniewski – urzędnik Rzeczypospolitej Obojga Narodów
- Ignacy Loga-Sowiński – działacz związkowy w okresie PRL
- Ignacio López Tarso – aktor meksykański
- Ignacy Łukasiewicz – aptekarz, wynalazca lampy naftowej
- Ignacy Machowski – aktor
- Ignacy Maciejowski, ps. Sewer, Gryf – polski powieściopisarz, nowelista, dramaturg
- Ignacy Malecki – elektroakustyk i naukoznawca
- Ignacy Manteuffel – prawnik, społecznik, działacz państwowy II Rzeczypospolitej
- Ignacy Ścibor Marchocki – polski ziemianin, działacz społeczny, reformator
- Ignazio Masotti – włoski duchowny, kardynał
- Ignacy Jakub Massalski – biskup wileński
- Ignacy Matuszewski (ojciec) – krytyk literacki
- Ignacy Matuszewski (syn) – polski polityk, minister skarbu II Rzeczypospolitej
- Ignacy Miączyński – marszałek Stanów Galicyjskich, poseł do Napoleona I
- Ignaz Moscheles – czeski kompozytor, pianista i nauczyciel muzyki
- Ignacy Moś – działacz społeczny, kupiec
- Ignacy Mościcki – polityk, chemik, wynalazca, były Prezydent Polski
- Ignacy Mycielski – polski generał
- Ignacy Mycielski – oficer pruski
- Ignacy Myślicki – filozof i pedagog
- Ignacy Nowak – polski szachista, mistrz FIDE
- Ignacy Olszewski – kapelan wojskowy, pallotyn
- Ignacy Oziewicz – pułkownik WP
- Ignacy Paderewski – pianista, kompozytor, polityk
- Ignacy Pieńkowski – malarz polski, wykładowca na Akademii Sztuk Pięknych w Krakowie przed II wojną światową
- Ignacy Płonka – instruktor harcerski
- Ignacy Polkowski – historyk polski, archiwista
- Ignacy Poniatowski – chorąży lubelski, generał polski
- Ignacy Posadzy – polski duchowny katolicki, Sługa Boży Kościoła katolickiego
- Ignacy Potocki – polityk i działacz patriotyczny
- Ignacy Potocki – marszałek ziem generału ruskiego konfederacji barskiej
- Ignacy Poznański – przemysłowiec
- Ignacy Prądzyński – generał
- Ignacy Antoni Raczyński – prymas Polski
- Ignacy Rosenstock – współzałożyciel i pierwszy redaktor naczelny „Przeglądu Sportowego”
- Ignacy Rudawiec – polski judoka
- Ignacy Sapieha – wojewoda mścisławski
- Ignacy Schiper – historyk orientalista, działacz polityczny
- Ignaz Semmelweis – austro-węgierski lekarz położnik, który w połowie XIX wieku odkrył, że zarazki przenoszą się przez narzędzia i ręce chirurgów
- Ignacy Skorupka – ksiądz wyznania rzymskokatolickiego
- Ignacy Skowron – weteran II wojny światowej, udekorowany licznymi odznakami
- Ignacy Sobolewski – polityk
- Ignatius Suharyo Hardjoatmodjo – indonezyjski duchowny katolicki, arcybiskup Semarang
- Ignacy Szczęsnowicz – polski generał, szef Wojsk Rakietowych i Artylerii
- Ignacy Szpunar – polski wojskowy
- Ignacy Szymański – powstaniec listopadowy, działacz polonijny w USA.
- Ignacy Świeży – ksiądz katolicki, działacz narodowy i oświatowy
- Ignacy Tłoczyński – tenisista polski, pięciokrotny mistrz Polski w grze pojedynczej
- Ignacy Tokarczuk – arcybiskup
- Ignacy Trzewiczek – twórca i wydawca podręczników RPG i gier karcianych
- Ignacy Urbański – artysta malarz, nauczyciel
- Ignaz Wechselmann – węgierski architekt i filantrop
- Ignacy Wieniewski – historyk literatury, filolog klasyczny, eseista, tłumacz
- Ignacy Witosławski – właściciel majątku Czerniatyń
- Ignacy Witosławski – poseł z województwa podolskiego 1788, oboźny polny koronny
- Ignacy Wyssogota Zakrzewski – pierwszy prezydent Warszawy
- Ignacy Zaborowski – pijar, matematyk i geodeta, uznawany za ojca geodezji
- Ignacy Zagórski – polski numizmatyk
- Ignacy Zatorski – obrońca Westerplatte
- Ignacy Zelek – polski rzeźbiarz
- Andrzej Ignacy Baier – biskup chełmiński
- Jakub Ignacy Bronicki – skarbnik wiślicki, marszałek ziemi sanockiej w konfederacji barskiej
- Juan Ignacio Chela – tenisista argentyński
- Dominic Ignatius Ekandem – nigeryjski duchowny katolicki, kardynał
- Gaspard-Théodore-Ignace de la Fontaine – luksemburski polityk i prawnik
- Joseph Ignace Guillotin – francuski lekarz
- Franciszek Ignacy Henke – nauczyciel, pedagog, kronikarz
- Henryk Ignacy Kamieński – generał brygady wojsk polskich w powstaniu listopadowym
- Michał Ignacy Kamieński – polski generał okresu Księstwa Warszawskiego
- Jan Ignacy Kenig – inżynier komunikacji, budowniczy, projektant linii kolejowych w Rosji
- Michael Ignatius Klahr zwany młodszym – rzeźbiarz, kontynuator dzieła artystycznego swojego ojca Michaela Klahra
- Adam Ignacy Komorowski – arcybiskup gnieźnieński, prymas Polski
- Jan Ignacy Korytkowski – biskup-nominat pomocniczy gnieźnieński
- Jan Ignacy Kowalski – właściciel miejscowości i zamku w Birczy
- Józef Ignacy Kraszewski – pisarz, publicysta
- Ignacy Książek – polski działacz sportowy
- Aleksander Ignacy Lubomirski – finansista, filantrop
- Jerzy Ignacy Lubomirski – książę, generał wojsk polskich i saskich
- Luiz Inácio Lula da Silva – prezydent Brazylii
- Jakub Ignacy Łaszczyński – były prezydent Warszawy
- Henryk Ignacy Łubieński – polski dziennikarz i publicysta
- Jan Ignacy Modrzewski – lekarz chirurg
- Franciszek Ignacy Narocki – konfederat barski, sybirak, znany z długowieczności
- Simon Ignatius Pimenta – indyjski duchowny katolicki, arcybiskup Bombaju, kardynał
- Ignacy Popiel – polski szachista, czołowy gracz Galicji
- Pantaleon Ignacy Potocki – spiskowiec, uczestnik powstania krakowskiego 1846
- Józef Ignacy Szembek – protoplasta tzw. I linii hrabiowskiej rodu Szembeków
- Ignacio Velasco – wenezuelski duchowny katolicki, arcybiskup Caracas, kardynał
- Jakub Ignacy Waga – polski przyrodnik i botanik, jeden z prekursorów działalności ekologicznej
- Stanisław Ignacy Witkiewicz – pisarz, filozof, malarz
- Ignacy Pawłowski --- biskup, duchowny

Postacie fikcyjne:
- Ignacy Rzecki z Lalki Bolesława Prusa
- Ignacy Borejko z Jeżycjady Małgorzaty Musierowicz